# Parahyba Mulher Macho
Parahyba Mulher Macho, o Parahyba, Mulher Macho, és una pel·lícula brasilera de 1983, en el gènere drama històrico-biogràfica, dirigida per Tizuka Yamasaki, amb guió de la mateixa directora i José Joffily, basat en el seu llibre Anayde Beiriz, Paixão e Morte na República de 30, al seu torn inspirat en la vida d’Anaíde Beiriz i esdeveniments relacionats amb la revolució de 1930.

## Argument

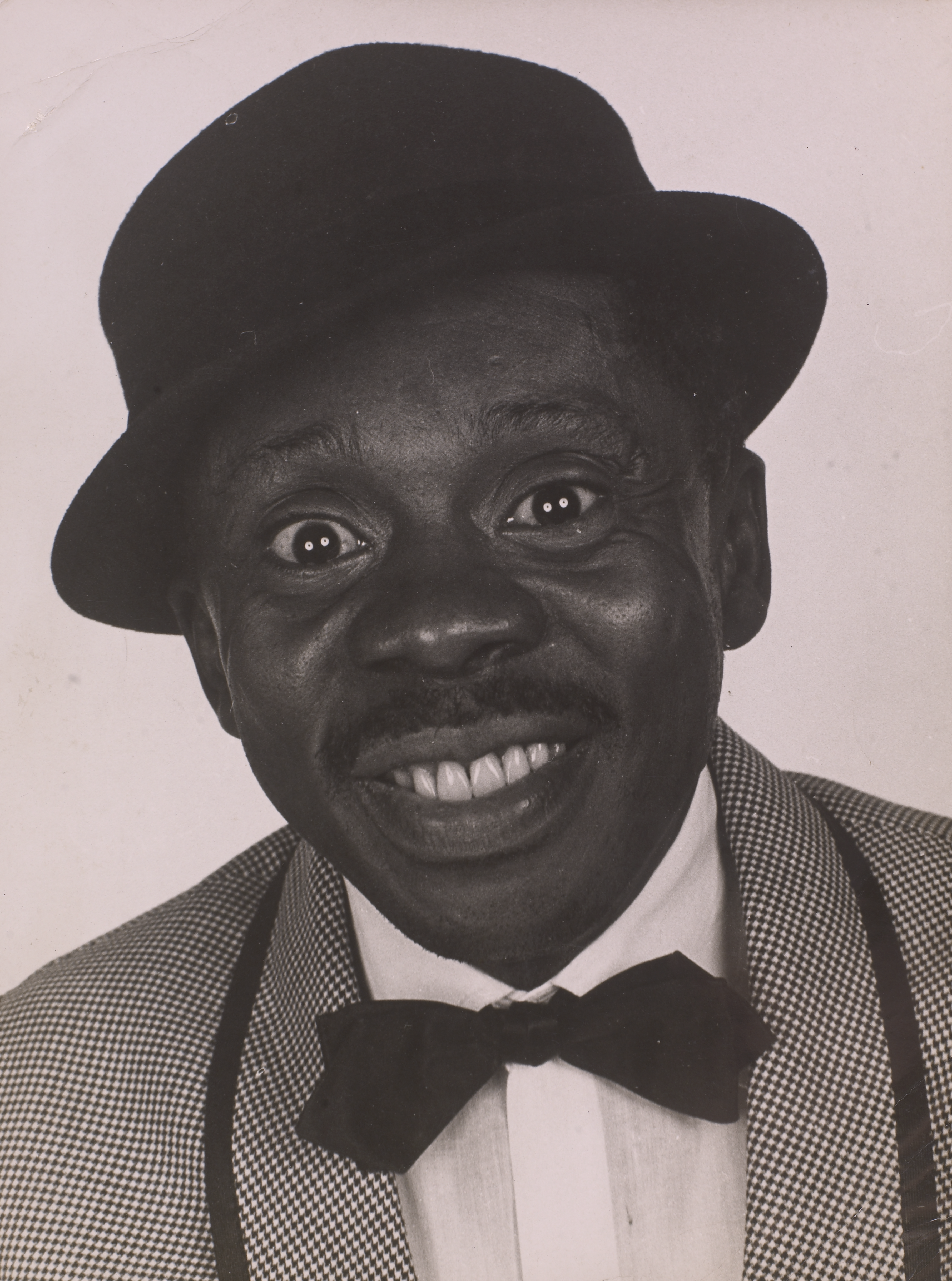
Grande Otelo.

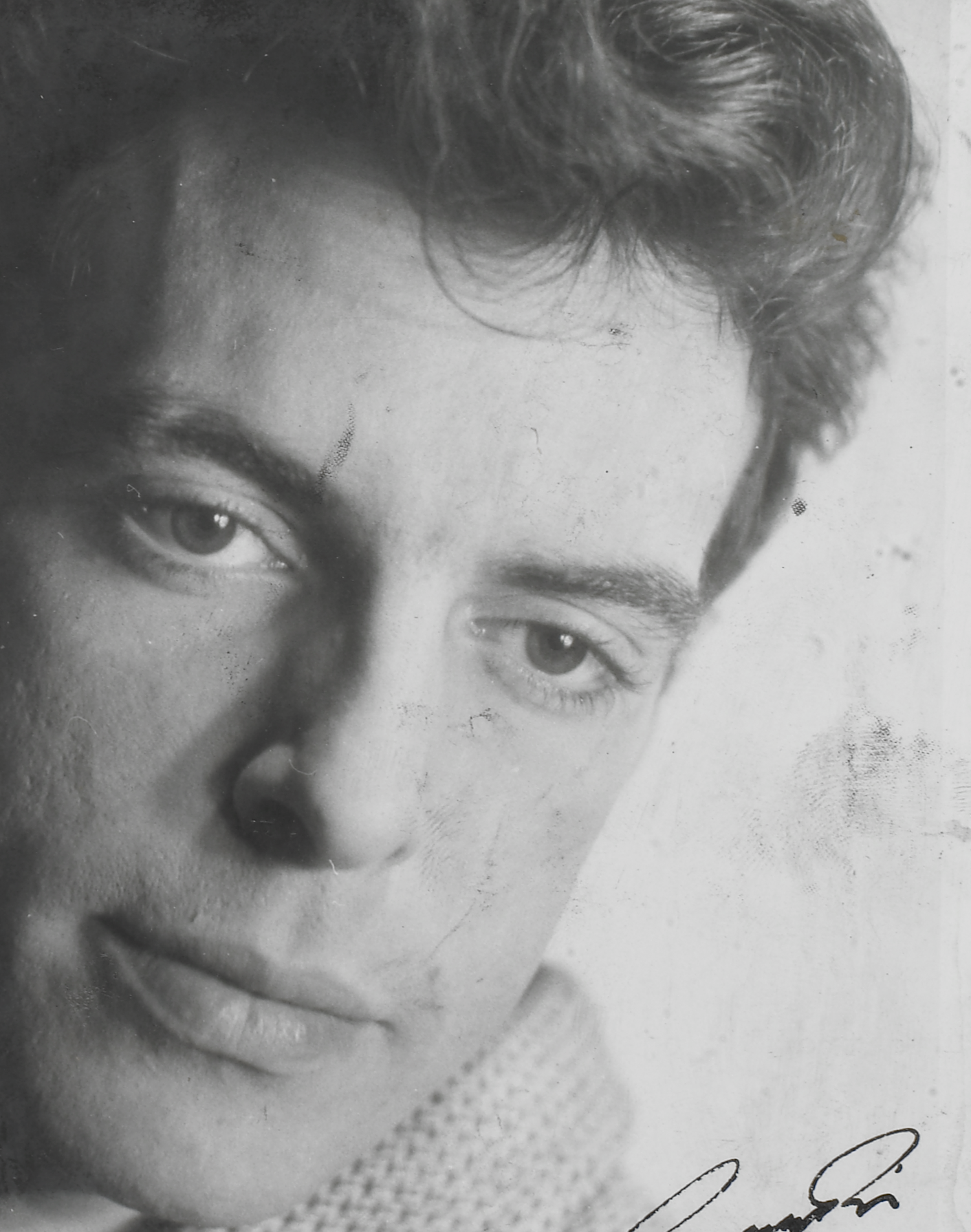
Oswaldo Loureiro.

Explica una part important de la història del Brasil, a través del seu personatge principal, Anayde Beiriz, poeta, periodista i professora revolucionària i llibertària des del principi del segle xx, coneguda pel seu liberalisme sexual, que va impactar la Paraíba anterior a la Revolució del 30. El seu amor per João Dantas acaba forjant la mort de João Pessoa, llavors governador de l'estat de Paraíba, Brasil. Aquests esdeveniments van servir com a desencadenant de la revolució esmentada.

## Repartiment
- Tânia Alves
- Claudio Marzo
- Walmor Chagas
- Alberto Amaral
- Luís de Lima
- Chico Díaz
- José Dumont
- Grande Otelo
- Geninha da Rosa Borges
- Bráulio Tavares
- Fernando Teixeira
- Germano Haiut
- Oswaldo Loureiro
- José Marinho
- Valéria Loretto
- Andrey Salvador
- José Mário Austregésilo
- Andréa Lins e Mello Beltrão
- Jessel Buss
- Cristina Cavalcanti
- Isa Fernandes
- Leandro Filho
- Alvaro Freire
- Arthur Muhlenberg
- Adelmar Oliveira

## Premis i nominacions
| Esdeveniment                           | Categoria                            | Recipient                                                  | Resultat  |
| -------------------------------------- | ------------------------------------ | ---------------------------------------------------------- | --------- |
| Festival de Brasília 1983              | Millor fotografia                    | Edgar Moura                                                | Guanyador |
| Festival de Brasília 1983              | Millor escenografia                  | Yurika Yamasaki                                            | Guanyador |
| Festival de Brasília 1983              | Millor banda sonora                  | Walter Goulart, Juarez Dagoberto da Costa i Lael Rodrigues | Guanyador |
| Festival de Brasília 1983              | Millor tècnic de so                  | Juarez Dagoberto da Costa                                  | Guanyador |
| Festival de Brasília 1983              | Millor llargmetratge (jurat popular) | Millor llargmetratge (jurat popular)                       | Guanyador |
| Festival de Cartagena 1983             | Millor direcció                      | Tizuka Yamazaki                                            | Guanyador |
| Festival de Cartagena 1983             | Millor actriu                        | Tânia Alves                                                | Guanyador |
| Festival de Cartagena 1983             | Millor film                          | Millor film                                                | Guanyador |
| Festival de Biarritz 1983              | Gran Premi del Jurat                 | Gran Premi del Jurat                                       | Guanyador |
| Associació de Crítics d'Andalusia 1983 | Premi Especial del Jurat Popular     | Premi Especial del Jurat Popular                           | Guanyador |
| Festival de Huelva 1983                | Premi de la Conferència de Cineclubs | Premi de la Conferència de Cineclubs                       | Guanyador |
| Festival de Huelva 1983                | Premi Especial del Jurat             | Premi Especial del Jurat                                   | Guanyador |
| Festival de l'Havana 1983              | Millor interpretació femenina        | Tânia Alves                                                | Guanyador |